# Pierre-Philippe Mignot
Pour les articles homonymes, voir Mignot.
Pierre-Philippe Mignot né à Paris janvier 1712 et mort dans la même ville le 24 décembre 1770 est un sculpteur français, lauréat du prix de Rome en 1740.

## Biographie

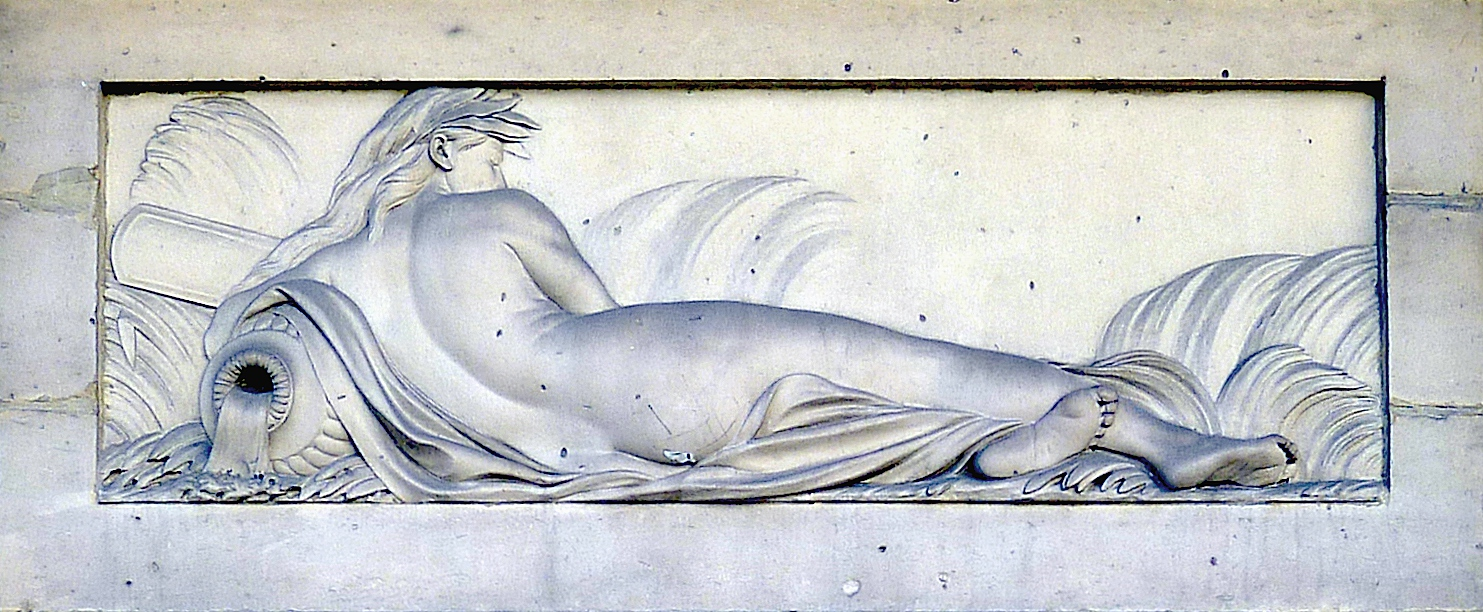
Naïade (vers 1765), fontaine des Haudriettes à Paris.

Pierre-Philippe Mignot  est né à Paris en 1715. Son frère Nicolas Mignot est orfèvre et son autre frère Charles-Nicolas Mignot est graveur.
Il entre à l’Académie royale de peinture et de sculpture et devient élève d’Antoine Vassé et de Jean-Baptiste Lemoyne. Il remporte le deuxième prix de sculpture en 1738 pour David présenté à Saül et 1739 pour Jézabel mangée par ses chiens, avant de remporter le premier grand prix en 1740 avec Abigaïl aux pieds de David. Il obtient le 12 juin 1742 son brevet de pensionnaire à l'Académie de France à Rome, installée au palais Mancini, et se rend à Rome, où il arrive le 13 novembre suivant. Il y demeure jusqu'en juillet 1746 avant de rentrer à Paris. 
Il est agréé plus de dix ans plus tard à l'Académie royale, le 30 juillet 1757, sur présentation du plâtre d'une Vénus qui dort grandeur nature — connu par un dessin de Gabriel de Saint-Aubin — devant faire pendant au célèbre Hermaphrodite Borghèse. La figure est présentée la même année au Salon avec deux esquisses en terre cuite représentant Vénus sur une coquille tenant un pigeon et Diane surprise au bain. Pierre-Jean Mariette mentionne dans son Abecedario que des soupçons s'étaient portés sur Mignot, accusé d'avoir simplement moulé un corps féminin sur le vif, puis lui ayant prodigué quelques réparages, avant de soumettre son œuvre : cette rumeur serait à l'origine de l'échec de Mignot, qui n'aura jamais pu accéder au titre d'académicien. 
Le sculpteur expose pourtant régulièrement au Salon : en 1759, il présente deux grandes figures représentant Hébé et Diane au repos. En 1761, il expose une réplique réduite en marbre de son morceau d'agrément, sous le titre de Femme qui dort. En 1763, Mignot expose au Salon une série de quatre médaillons en marbre représentant messieurs Babil et Mercier, le duc de Chevreuse et le prévôt des marchands de Paris, destinés à orner les façades de l'hôtel de ville de Paris. Lors de sa dernière participation au Salon en 1765, il présente une Naïade, modèle du bas-relief en pierre destiné à orner la nouvelle fontaine des Haudriettes, dans le Marais à Paris. 
Pierre-Philippe Mignot meurt dans son logement de la rue du Petit-Bourbon le 24 décembre 1770. Ses héritiers sont ses neveux et nièces.

## Œuvres
- Vénus qui dort : bas-relief présenté à l’Académie en 1747 puis reproduit en marbre pour le Salon de 1771, Birmingham, Birmingham Museum and Art Gallery[6].
- Le Duc de Chevreuse ; Le Prévôt des marchands ; M. Mercier, premier échevin ; M. Babil, deuxième échevin, Salon de 1763, médaillons en marbre destinés à l’hôtel de ville de Paris.
- Naïade : bas-relief en pierre représentant un naïade nue, vue de dos, allongée dans les roseaux et appuyée sur une urne, Paris, fontaine des Haudriettes. Le modèle en plâtre a été exposé au Salon de 1765.